# Антоніо Урреа
Антоніо Урреа Ернандес (англ. Antonio Urrea-Hernandez; 18 лютого 1888 - 15 листопада 1999) - іспанський довгожитель, чий вік був підтверджений Групою геронтологічних досліджень (GRG). 29 квітня 1999 року після смерті Дендзо Ісідзакі він став найстарішим живим чоловіком у світі та був найстарішим живим чоловіком у Іспанії. Його вік складав 111 років, 270 днів.

## Біографія
Антоніо народився 18 лютого 1888 року в Масарроні, Мурсія, Іспанія.
26 лютого 1914 Антоніо одружився з Ізабель Тоссас-Борданова, з якою поставив рекорд тривалості шлюбу в Іспанії, проживши разом 81 рік і 168 днів  (їх рекорд був побитий у 2008 році). 13 серпня 1995 року Антоніо овдовів.
9 вересня 1997 року, після смерті Грегоріо Меріно, Антоніо став найстарішим живим чоловіком в Іспанії. 28 серпня 1998 року, після смерті Антоніо Бальдо, Антоніо став найстарішим живим чоловіком Європи. У квітні 1999 року, після смерті Дендзо Ісідзакі, Урреа став найстарішим живим чоловіком світу. 
15 листопада 1999 року Антоніо помер, у віці 111 років, 270 днів. На момент смерті він був найстарішим чоловіком, народженим у Мурсії. Після його смерті найстарішим живим чоловіком у світі став Джон Пейнтер з США.